# グネーシン音楽大学
グネーシン音楽大学（英語: Gnessin State Musical College あるいは Russian Academy of Music named after the Gnessins、公用語表記: Российская академия музыки имени Гнесиных）は、ロシア連邦モスクワに本部を置くロシアの音楽大学。1895年創立、1895年大学設置。

## 沿革
1895年2月15日に、モスクワ音楽院を卒業してピアニストとして成功していたエヴゲーニヤ、エレーナ、マリーヤのグネーシン姉妹によって創設された。正式名称を日本語訳すれば「グネーシン家ロシア音楽アカデミー」となる。